# Schloss Orth
Das Schloss Orth liegt in Orth an der Donau in Niederösterreich und steht unter Denkmalschutz (Listeneintrag). Es ist eines der sechs Marchfeldschlösser.

## Geschichte
Die viertürmige Wasserburg wurde von den Lengenbachern, einer der mächtigsten Adelsfamilien in der Zeit der Babenberger, errichtet und 1201 erstmals urkundlich erwähnt. Baulich weist sie Ähnlichkeiten mit dem ältesten Teil der Wiener Hofburg, dem Schweizertrakt, auf.
Im 15. Jahrhundert war Schloss Orth Schauplatz von Auseinandersetzungen zwischen Kaiser Friedrich III. und den niederösterreichischen Ständen, die Ladislaus Postumus als ihren rechtmäßigen Landesherren ansahen. Am 15. August 1452 wurde die Burg von einem Heer der Stände unter der Führung von Ulrich von Eyczing aus dem Adelsgeschlecht der Eyczinger eingenommen. Nach dem Tod von Ladislaus 1457 kam es zu neuen Wirren. 1460 belagerte ein kaiserliches Heer die von Gamareth Fronauer aus dem Adelsgeschlecht derer von Fronau gehaltene Burg, die er als sein Erbe betrachtete. In der Not flüchtete Gamareth durch unterirdische Gänge, woraufhin die Burg am 26. März 1460 kampflos eingenommen wurde.
Die Burg wurde 1529 im Zuge der Ersten Türkenbelagerung zerstört und von Niklas Graf Salm dem Älteren im Stil der Renaissance wieder aufgebaut. Im 17. Jahrhundert wurde sie für Hofjagden genutzt und 1679/80 in barockem Stil weiter ausgebaut. Dabei erfolgte unmittelbar westseitig ein Zubau, das sogenannte Neuschloss. Die Habsburger kauften 1824 das Schloss vom Reichsgrafen Moritz von Fries und leibten es dem Privat- und Familienfonds ein. Kronprinz Rudolf benutzte es als Jagdschloss und veranlasste um 1873 eine Neuausstattung im späthistoristischen Stil.
Das Schloss Orth wurde 2005 renoviert und beherbergt das Nationalpark-Zentrum des Nationalparks Donau-Auen und das museumORTH sowie das Veranstaltungszentrum, beide betrieben von der Marktgemeinde Orth.
Das schlossORTH Nationalpark-Zentrum ist von 21. März bis 1. November täglich geöffnet und bietet Info und Buchungsservice für geführte Nationalpark-Touren, die Ausstellung DonAUräume und das Auerlebnisgelände Schlossinsel mit typischen Tieren und Pflanzen der Aulandschaft.

## Bildergalerie

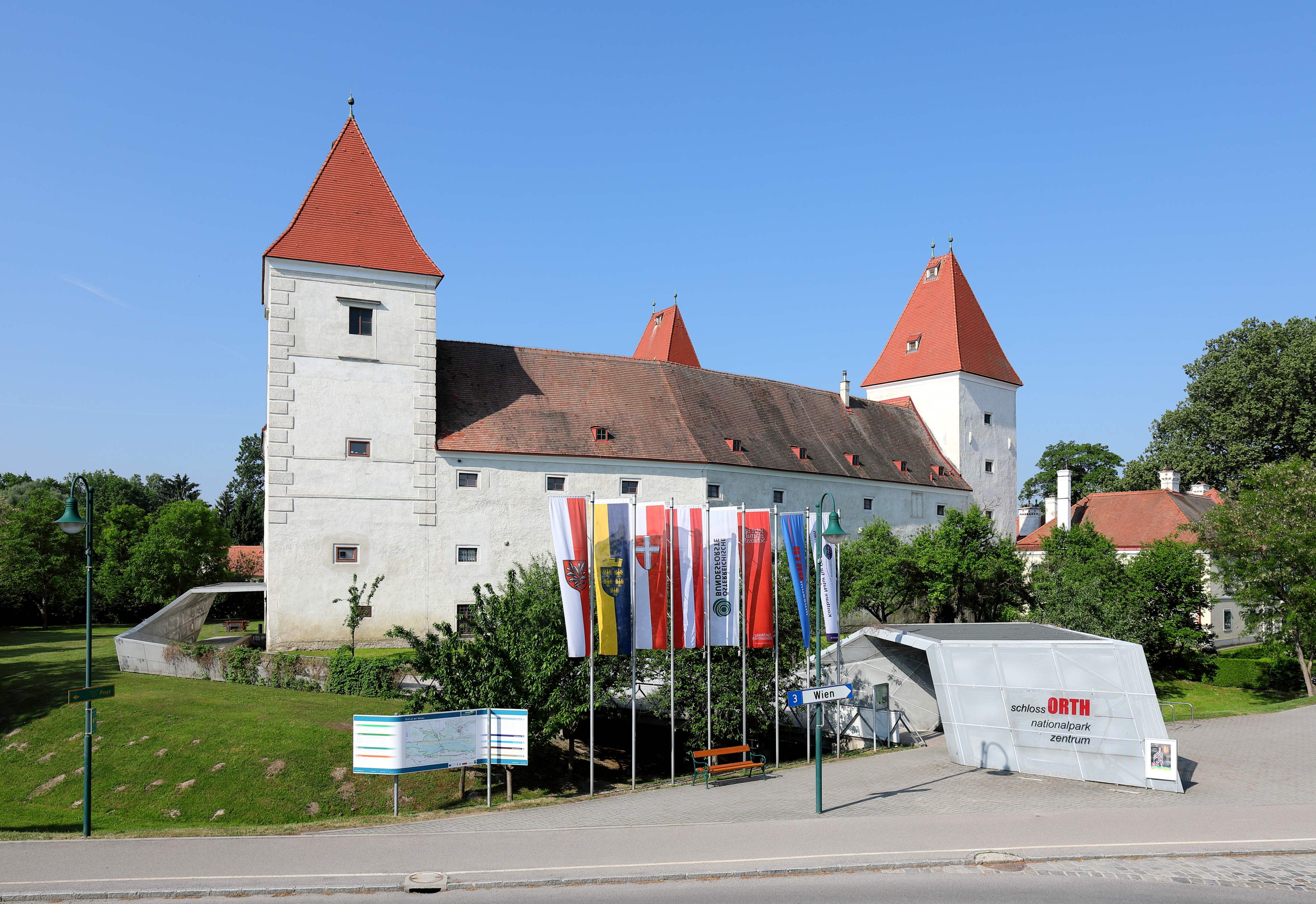
Besucherzentrum, Museum und Sitz der Nationalparkverwaltung Donau-Auen
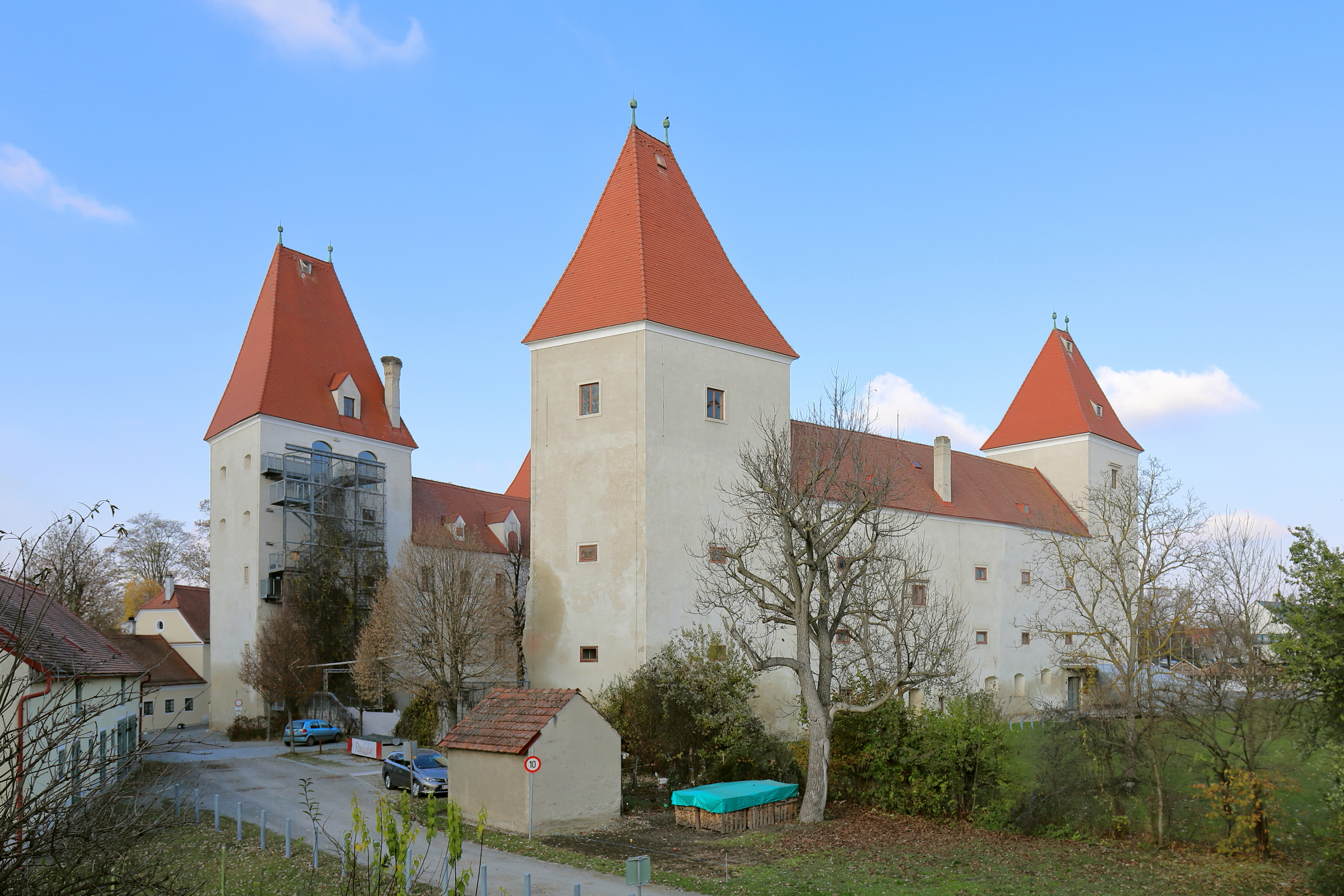
Südansicht des Schlosses
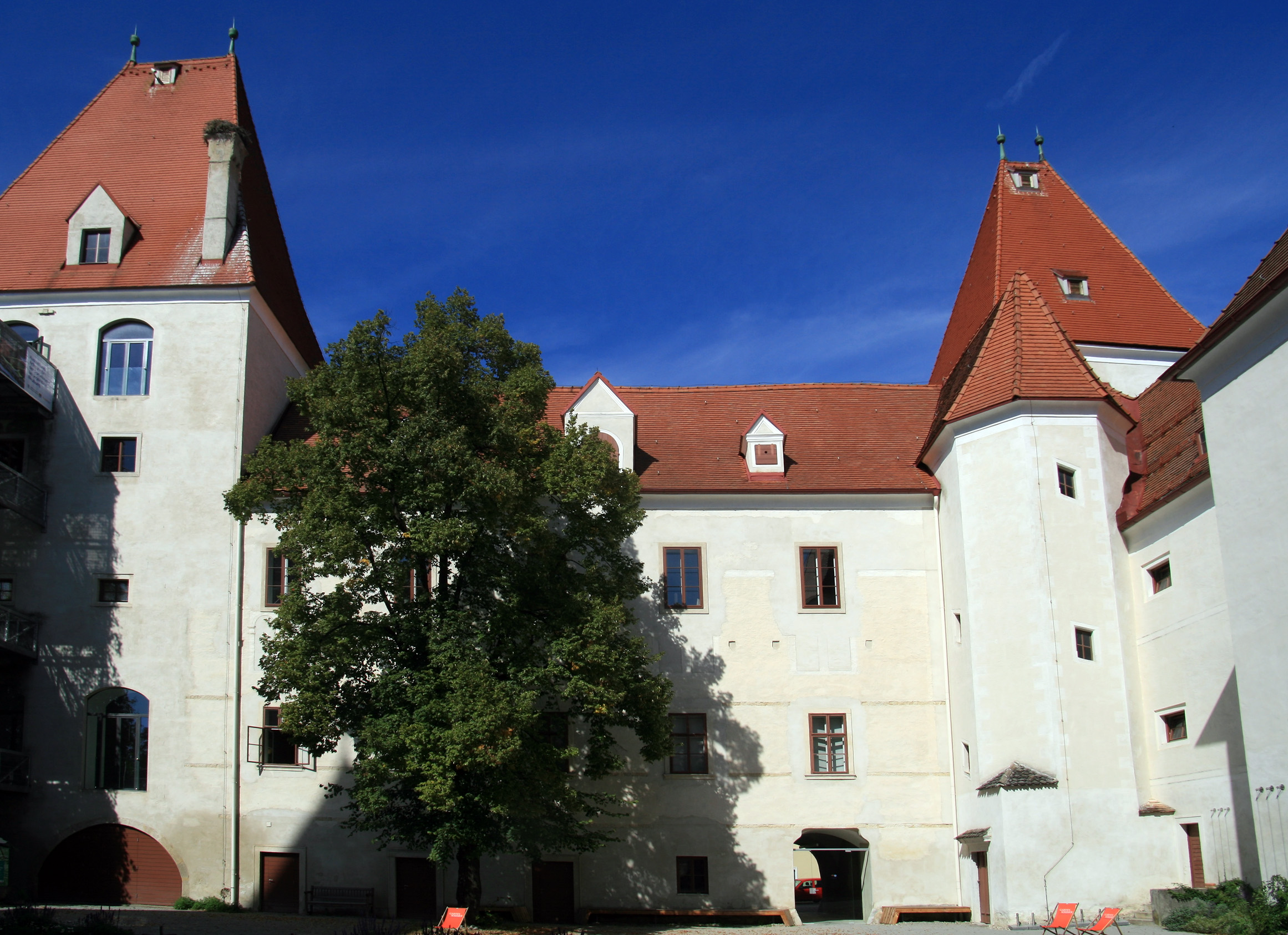
Innenhof
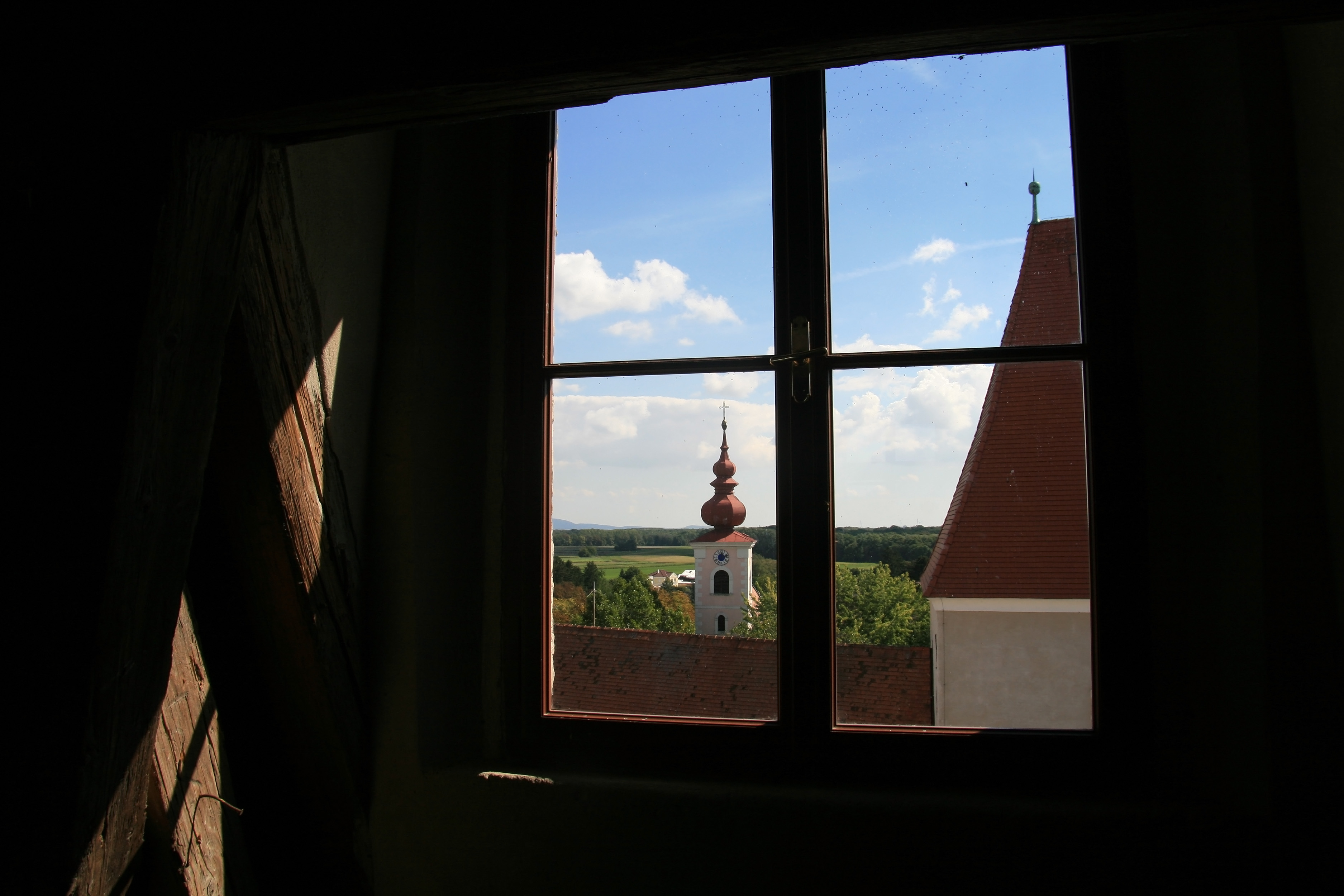
Blick aus dem südwestlichen Turm